# Rivolta di Guo Huaiyi
La rivolta di Guo Huaiyi (in Cinese: 郭懷一事件; in Pinyin:Guō Huáiyī shìjiàn) fu una rivolta contro il dominio olandese a Formosa che si ebbe nel settembre del 1652. Scatenata dall'insoddisfazione derivata dalla pesante tassazione e dall'estorsione praticata dagli ufficiali olandesi minori, la ribellione inizialmente prese terreno tra le file dei contadini cinesi emigrati prima di essere violentemente sedata dalla coalizione tra soldati olandesi e i loro alleati aborigeni locali. È considerata la sollevazione più importante contro il governo della Compagnia delle Indie orientali olandese durante i 37 anni di controllo coloniale sull'isola.

## Precedenti
Il peso delle tasse richieste dagli olandesi fu il primo motivo di risentimento dei cittadini cinesi, che erano stati attirati per lavoro a Formosa, verso l'amministrazione dell'isola. Il crollo del prezzo della carne di cervo, una delle principali esportazioni dell'isola, colpì duramente i cacciatori che avevano acquistato una licenza di caccia, in quanto i costi delle licenze erano basati sul prezzo della carne prima del suo deprezzamento. Queste licenze potevano costare dai 15 real spagnoli, per una licenza di caccia con trappole a pozzo, ad un real, per le licenze di caccia con trappole al laccio. Un'altra tassa molto impopolare tra i residenti cinesi fu il testatico che veniva applicato solo a questi ultimi, mentre gli indigeni ne erano esenti. A rendere la situazione ancora più tesa tra le comunità di abitanti si aggiungeva la corruzione degli ufficiali olandesi.

## La rivolta
La rivolta fu guidata da Guo Huaiyi (in Cinese: 郭懷 一; 1603-1652) coltivatore di canna da zucchero, originario della provincia di Quanzhou nella provincia di Fujian, e conosciuto dagli olandesi con il nome di Gouqua Faijit. Quando un suo primo tentativo di insurrezione per il 17 settembre 1652 fu sventato dalle autorità olandesi, decise di non perdere tempo è mosse su Fort Provintia, che all'epoca era circondato solo da mura di bambù. La notte del 7 settembre l'armata ribelle, per la maggior parte composta da contadini armati di lance di bambù, assaltarono il forte. La guarnigione olandese si rifugiò nelle stalle (l'edificio più difendibile di tutto il forte) e riuscirono a respingere l'assalto, anche se alcuni olandesi caddero prigionieri dei cinesi, alcuni uccisi o mutilati.
Il giorno seguente, una compagnia formata da 120 moschettieri giunse a dar man forte ai connazionali bloccati nell'assedio, sparando sulle forze ribelli riuscendo a romperne la formazione. Il Governatore Nicolaas Verburg inviò dei messaggeri ad alcune tribù indigene alleate per richiedere il loro aiuto, i quali risposero inviando alcune migliaia di guerrieri. L'11 settembre gli olandesi appresero che le forze ribelli si erano ammassate poco più a nord del principale insediamento olandese di Tayouan. Decisero quindi di affrontare frontalmente i rivoltosi cinesi e, con il supporto delle truppe aborigene locali, riuscirono a sopraffare le forze di Guo Huaiyi, grazie anche alla superiorità delle armi degli europei.
Dal 1650 le autorità formosiane dovettero affrontare alcune rivolte di villaggi aborigeni, i quali si ribellarono a causa delle angherie subite dagli olandesi che richiedevano sempre in maggiori quantità pelli di cervo, riso e donne. Il caso più eclatante fu quello del villaggio di Wu-lao-wan, situato nel bacino di Taipei, che si ribellò nel 1652, nello stesso periodo della sommossa cinese. Gli abitanti di Wu-lao-wan decapitarono due traduttori olandesi e altri due morirono durante gli scontri. La rivolta si concluse dopo un periodo di embargo su sale e ferro con la resa definitiva e il trattato di pace nel febbraio 1653.

## Conseguenze
Nei giorni successivi, i membri dell'armata ribelle restante furono uccisi dai guerrieri aborigeni oppure tornarono ai loro villaggi d'origine. Guo Huaiyi, dopo essere stato ucciso, venne decapitato e la sua testa messa in mostra su una picca come monito. In totale vennero uccisi circa 4 000 cinesi, approssimativamente 1 cinese su 10 che abitava a Taiwan. La risposta olandese fu il rafforzamento delle difese di Fort Provintia, con la costruzione di mura di mattoni al posto della preesistente barriera di bambù. Da allora, inoltre, i coloni cinesi vennero costantemente monitorati. I problemi della corruzione e dell'oppressione che avevano scatenato la rabbia dei cinesi, però, non venne risolto alla radice.
Gli aborigeni, alleati degli olandesi durante la rivolta cinese del 1652, si rivoltarono contro gli europei durante l'assedio di Fort Zeelandia e si arresero alle forze di Coxinga dopo che il comandante cinese offrì loro l'amnistia. Per questo i formosani iniziarono a collaborare con i cinesi e decapitarono numerosi olandesi. Nel 1661 si arresero ai cinesi anche gli aborigeni che risiedevano sulle montagne e nelle pianure occidentali, festeggiando la loro liberazione dall'istruzione obbligatoria cacciando e decapitando gli olandesi, oltre a strappare tutti i testi scolasti cristiani.